# وو تاو
وو تاو (بالصينية: 吴涛) هو منافس ألعاب قوى صيني، ولد في 3 أكتوبر 1983.

## وصلات خارجية
- وو تاو على موقع الاتحاد الدولي لألعاب القوى (الإنجليزية)
- وو تاو على موقع أوليمبيديا (الإنجليزية)